# Korpus Zachodni
Korpus Zachodni – struktura Związku Walki Zbrojnej - Armii Krajowej działająca do 1941 do kwietnia 1944, grupująca wysiedlonych żołnierzy z Wielkopolski i Pomorza, jako przyszłe struktury wojskowe dla Okręgu Pomorze i Okręgu Poznań.

## Historia
Wiosną 1942 rozkazem Komendanta Głównego AK gen. Stefana Roweckiego "Grot" powołano na obszarze Generalnego Gubernatorstwa strukturę "Korpus Zachodni", którego celem było wojskowe zorganizowanie wysiedlonych z terenów anektowanych przez Niemców mieszkańców Wielkopolski i Pomorza. Stanowił on samodzielną formację ZWZ-AK. Komendantem Korpusu był płk. Ludwik Łęgowski "Janusz", zaś zastępcą ppłk Franciszek Rataj "Paweł".
Rozkazem Komendanta Głównego AK z dnia 10 grudnia 1942 dotychczas samodzielny Korpus, został podporządkowany Obszarowi Zachodniemu AK. Zlikwidowano stanowisko komendanta głównego powołując inspektora Korpusu w komendzie Obszaru Zachodniego AK. Funkcję tę objął płk. Rudolf Ostrihansky "Rudolf". Komendanci okręgów i obwodów, zostali referentami ds. Korpusu Zachodniego we właściwych komendach AK, gdzie znajdowały się terytorialnie jednostki. Zadaniem referentów było:
- zorganizować kadrę dowódczą plutonów bojowych dla Okręgów Poznań i Pomorze;
- wyszkolić zespoły dywersyjne na ośrodki komunikacyjne gotowe do przejścia na obszar Pomorza i Wielkopolski;
- zorganizować szkieletowe plutony bojowe i kobiece zespoły wojskowej służby pomocniczej;
- propagować wśród wysiedlonej ludności hasła walki cywilnej i podnosić poziom morale[2].

Na terenie Obszaru Warszawskiego AK w połowie 1943 zorganizowanych było 856 żołnierzy (38 oficerów, 18 podchorążych, 181 podoficerów i 619 żołnierzy), w tym grupa bojowa 2 Pułku Szwoleżerów 721 żołnierzy w Obwodzie Grójec AK. W Okręgu Warszawskim AK w 1943 w ewidencji Korpusu było 362 żołnierzy (124 oficerów, 8 podchorążych, 73 oficerów i 157 szeregowych). W oddziałach warszawskich istniał zawiązek 7 Pułku Strzelców Konnych Wielkopolskich pod dowództwem mjr Zbigniewa Szacherskiego "Romana". Z tego oddziału w okresie powstania warszawskiego powstał Batalion "Bończa".
29 stycznia 1944 rozkazem Komendanta Głównego AK postanowiono traktować Korpus wyłącznie jako możliwość mobilizacyjną, wstrzymując bieżącą pracę i podporządkowując oddziały właściwym okręgom. Od 1 kwietnia 1944 zlikwidowano stanowiska inspektora i referentów w okręgach